# Blastocystis
A Blastocystis egysejtű parazita sárgásmoszatok nemzetsége. Több faja van széles gazdaspektrummal, melybe emberek, háziállatok, madarak, rágcsálók, hüllők, kétéltűek, halak és csótányok is tartoznak. Gazdaspecificitása alacsony, és sok Blastocystis-faj fertőzhet embert, és korábban ezek alapján bármelyiket nevezhették Blastocystis hominisnak.
A Blastocystis az egyik leggyakoribb humán parazita, és globálisan elterjedt. A leggyakoribb parazitafertőzés az Amerikai Egyesült Államokban, ahol a teljes népesség közel 23%-ában jelen volt 2000-ben. Kevésbé fejlett területeken 100% körüli fertőzési arányokat is megfigyeltek.  High rates of infection are found in individuals in developed countries who work with animals. Bár a B. hominis szerepét a humán betegségekben gyakran vitatottként említik, tanulmányok szisztematikus áttekintése alapján az azt megelőző 10 évben közölt tanulmányok több mint 95%-a azonosította immunhiány nélküli emberekben betegséget okozóként. A tanulmány a patogenitással kapcsolatos kérdések okaként hozta fel a tünetmentes hordozók létét, mely minden emésztőrendszeri protozoonnál megvan. Azonban a Blastocystisre sose teljesült Koch posztulátuma, mely szerint az egészséges ember vele való fertőzése betegséghez vezet. Mivel a fertőzési út orális-anális, ez alapján a hordozók széklettel szennyezett, így a megfigyelt tüneteket okozó más patogéneket tartalmazó anyagokkal érintkezhettek. Valószínűbb azonban a virulens és nem virulens törzsek léte, mivel jelentős genetikai eltérés van a különböző törzsek (genotípusok) közt Rune Stensvold genotípusokról és E. Gentekaki Blastocystis-genomról szóló 2017-es, e diverzitást kiemelő tanulmánya alapján. Egy másik elméletet, mely szerint a Blastocystis nem patogén, biokémiailag megerősítettek 2018-ban.

## Besorolás
A Blastocystis jelenlegi protozoon-besorolását csak 2007-ben igazolták. Eredetileg élesztőként írták le hasonló megjelenése és az állábak és az aktív helyváltoztató mozgás hiánya miatt. Ezt Zierdt cáfolta meg, aki az Sporozoa, majd a Sarcodina altörzsbe bizonyos protisztajellemzői miatt (például élőlényekben él). Érzékenysége protozoon-ellenes szerekre és gombaközegen való növekedésre való képtelensége is azt mutatta, hogy protozoon.
Később besorolásában nagy változások történtek. 1996-os génszekvencia-elemzés alapján a sárgásmoszatok közé került. További sárgásmoszatok a barnamoszatok, a peronoszpóra, a diatómák, az 1845–1852-es írországi éhínségt és a hirtelen tölgyhalált okozó élőlények. Azonban a Blastocystis helye a sárgásmoszatokon belül ismeretlen.

## Jelek és tünetek
A legtöbb tanulmány szerint a Blastocystis-fertőzöttek 50–80%-a mutat tüneteket. A tünetek jelenlétét befolyásolják például a kor (a fiatalabbak ritkábban mutatnak tüneteket) és a citokintermelést befolyásoló genetikai változások. Egyes tanulmányok szerint a patogenitás bizonyos Blastocystis-típusokkal függnek össze, és kísérleti fertőzéssel típusfüggő mértékű tüneteket állapítottak meg. Bár egyes típusok ritkábban okoznak tünetes fertőzést, ezek is megtalálhatók tünetes emberekben más fertőzés nélkül. A fertőzéssel kapcsolatos tünetek hasmenés, constipatio, rosszullét, hasi görcsök, puffadás, gáztöbblet és anális viszketés. A legtöbb esetet irritábilisbél-szindrómaként diagnosztizálják dán, pakisztáni, egyesült királyságbeli és olasz tanulmányok szerint.  The timescale of infection with the parasite can range from weeks to years. A 2000-es évek elején egyiptomi orvosok 84 hasmenéses és enteritises pácienst diagnosztizáltak feltehetően B. hominisszal. 3 nap nitazoxanidos kezelés után megszűntek a tünetek, és 36 kezelt beteg székletében nem volt több élőlény, míg a placebót kapó 42-ből 16-nál nem volt (P < 0,0001). Ebből kimutatták, hogy vagy a B. hominis patogén, és könnyen kezelhető nitazoxaniddal, vagy a Giardia duodenalis és a Cryptosporidium kezelésére is használt nitazoxanid egy nem azonosítható élőlényt távolít el.

## Taxonómia
Több éven át úgy tűnt, egy Blastocystis-faj fertőz embereket, míg a különböző Blastocystis-fajok más állatokat fertőznek, így az emberben találtat B. hominisnak nevezték, és a többi állatban találtnak más nevet adtak, például a patkányban találtak esetén B. rattit. 2005-ben több genetikai elemzés kimutatta, hogy a B. hominis nem létezik önálló fajként – nem egy faj fertőz embert.
Számos különböző genetikai Blastocystis-típus fertőzhet embert, beleértve a korábbi Blastocystis rattit, és a különbségek akkorák, hogy önálló fajok is lehetnek. Ezért 2007-ben a kutatók javasolták a Blastocystis hominis elhagyását, javaslatuk az volt, hogy a humán és állati Blastocystis-típusokat Blastocystis sp. n. altípusként írják le, ahol n a Blastocystis-élőlények genetikai hasonlósága, nem a gazda alapján a csoporthoz rendelt szám. Ekkor 9, emlősöket és madarakat fertőző típus volt ismert, mindegyikük jelen volt emberben.
2007-ben egy 10. csoportról számoltak be Kínában, de nem történt teljes elemzés, és nem ismert, hogy korábban leírt altípus tagja vagy új altípus. Egy egyértelmű 10. altípust több más emlősben (beleértve főemlősöket) találtak, de nem találták meg emberben.
Legalább 13 genetikailag különböző kis alegységes rRNS-vonal van. Ezeket emlősökben (például elefántokban és zsiráfokban) találták, és valószínűleg további altípusokat találhatnak további gazdák felmérésekor.

## Epidemiológia
A Blastocystis-fajok humán prevalenciája iparosodott országokban gyakran 5% feletti. Az Amerikai Egyesült Államokban 2000-ben a teljes népesség közel 23%-át fertőzte. Kevésbé fejlett területeken az egy vagy több altípussal való fertőzési arány közel 100% is lehet.

### Terjedés
A feko-orális terjedés a leggyakoribb út, és 2004-es tanulmányok kimutatták, hogy ehhez csak a cisztaforma kell. Az ember-ember, ember-állat és állat-ember terjedés mértéke ismeretlen. Genomikai tanulmányok mindhárom utat igazolják, azonban kísérleti tanulmányokkal még nem igazolt ezek jelenléte.

### Hordozó
Annak megválaszolásához, hogy a Blastocystis hordozóállattal rendelkezik-e, terjedése valós természetét kell felfedezni. Ha az állat-ember terjedés lehetséges, az állatok, például disznók és kutyák nagy, fertőzőképes hordozók. Az epidemiológiai kutatások, melyek szerint a fertőzés haszon- és háziállatok közelében élőknél gyakoribb, szintén alátámasztják ezt.

## Morfológia

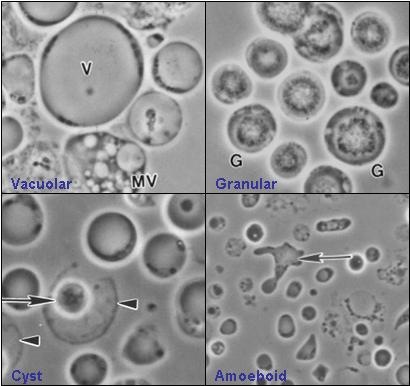
A Blastocystis 4 gyakori formája. Az óramutató járása szerint baloldalt fentről: vakuoláris, granuláris, amőboid, ciszta.

A Blastocystis számos morfológiai formával rendelkezik.
4 gyakori formája a vakuoláris (központi test), granuláris, amőboid és cisztaforma. Ezek megjelenése erősen függ a környezeti viszonyoktól, mivel nagyon oxigénérzékeny. Hogy ezek mindegyike létezik-e a gazda beleiben, nem ismert.

### Vakuoláris forma
A vakuoláris forma a leggyakoribb a tenyészetben, és gyakran használatos az élőlény azonosítására. Méretük erősen változó (2–200 μm). Nevezik központitest-formának a többi sejtszervecskét tartalmazó vékony perifériáscitoplazma-sávval körülvett nagy központi vakuólum miatt. Pelyhes anyagok találhatók egyenlőtlenül szétszórva a vakuólumban. Ennek funkciója ismeretlen, azonban feltehetően a többi eukariótához hasonlóan raktározó funkciót tölthet be. Más funkciókat is feltételeznek, ilyen például az osztódás és az apoptotikus testek lerakása is, de ezek ismeretéhez további kísérletek kellenek.
Ismertek továbbá avakuoláris és multivakuoláris formák is, ezek a leggyakoribbak tünetes betegek friss székletében, azonban kisebbek és eltérő morfológiájúak, így gyakran nem veszik észre.

### Granuláris forma
A granuláris forma hasonlít a vakuolárisra, de különböző granulák találhatók a központi vakuólumban és/vagy a citoplazmában. A központi vakuólumban ezek formája eltér. 3 típust feltételeznek, ezek a metabolikus, a lipid- és a reproduktív granulák. A metabolikus granulák a létfenntartáshoz szükséges folyamatokhoz szükségesek. Ezenkívül feltételezték, hogy a reproduktív granulák az utódsejtek létrehozásához is fontosak, azonban ez elavult. E feltételezéseket kizárólag mikroszkópiára alapozták, így nem feltétlenül helyesek, így további kutatások kellenek ezek vizsgálatára az egyértelmű levezetés előtt. Ezenkívül feltehetően a granulák a sejthalált is jelezhetik.

### Amőboid forma
Az amőboid Blastocystis-forma nem mozgékony és erősen rögzül. Egy kutatás alapján csak tünetes fertőzöttekből mutatható ki tenyészetekben, míg a tünetmentesekben csak vakuolárisak élnek. Így meghatározható a fertőzés tünetessége. Ezenkívül a tüneteket az erősen rögzülő amőboid formák számának növekedése is okozhatja a gazda bélfalán. Egy amőboid formákról szóló részletes ultraszerkezeti tanulmányt 2007-ben közöltek.

### Ciszta
A Blastocístis cisztáját 1995-ben fedezték fel, és segített a fertőzés terjedésmódja megértésében. A többi formánál általában kisebb, és vastag, többrétegű cisztafala van. Nincs középső vakuóluma, néhány mag, több vakuólum és raktározó űr található benne. A ciszta a legellenállóbb forma, és vastag fala miatt túl tud élni szélsőséges körülmények közt, például gyomorsavban. Ezenkívül desztillált vízbe helyezve nem mentek át lízisen, és standard hőmérsékleten 19 napig túl tudtak élni, ami erős ellenállásukra utal.

## Életciklus
Az életciklus feltehetően a ciszta bevitelével kezdődik. Ezután a ciszta más formákba fejlődhet, melyek visszaalakulhatnak cisztává. A széklettel visszakerülnek a külső környezetbe, és feko-orálisan terjedhetnek emberre és más állatokra, megismételve a ciklust.

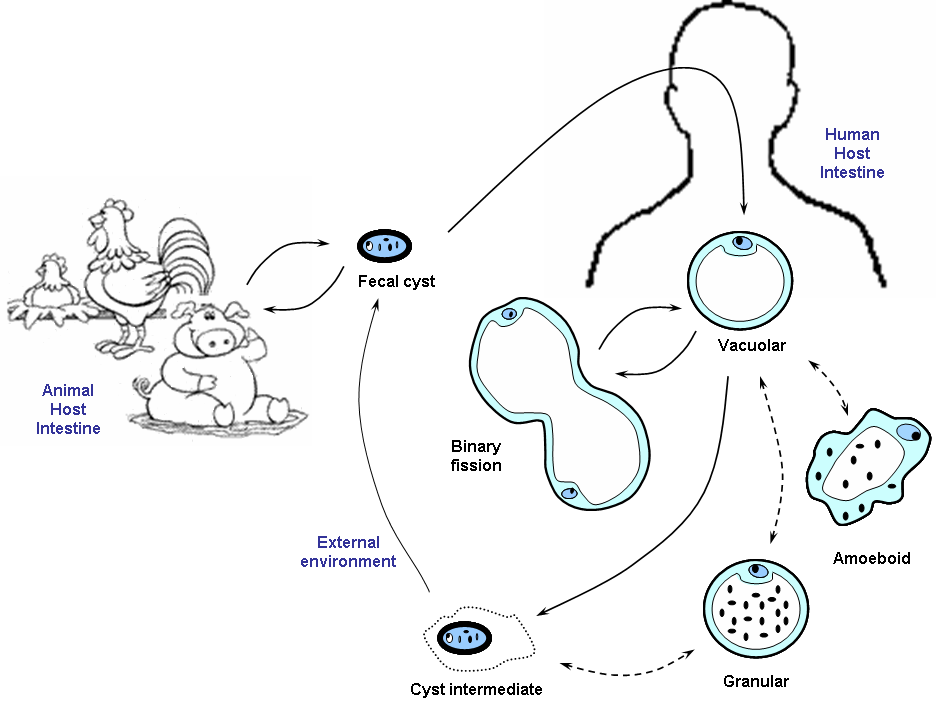
A Tan által javasolt Blastocystis-életciklus

## Beszerzés és tenyésztés
Az ATCC számos Blastocystis-izolátummal rendelkezik. Egyes rekordok megmutatják, hogy tünetes vagy tünetmentes hordozókból származnak-e. Nem azonosították a legtöbb, többségében axenikus ATCC-izolátumot. Az irritábilisbél-szindrómás betegek xenikus Blastocystis-izolátumok forrásai lehetnek. Yakoob et al. az IBS-es betegek 46%-ából tudtak Blastocystist tenyészteni. Több különböző tenyésztési módszert írtak le a Blastocystis-szaporításra. A szilárd közegen való és szintetikus közeggel és hozzáadott anyagokkal történő telepnövesztés módszereit is leírták. Azonban a legtöbb tenyésztést folyékony közegen végzik.

## Lehetséges előnyök
Piperni et al. egy 2024-es tanulmánya szerint a bélben élő Blastocystis-fajok az egészségesebb étrenddel és a kedvezőbb kardiometabolikus kimenetellel függnek össze.

## Fordítás
Ez a szócikk részben vagy egészben  a   Blastocystis című angol Wikipédia-szócikk ezen változatának fordításán alapul.  Az eredeti cikk szerkesztőit annak laptörténete sorolja fel. Ez a jelzés csupán a megfogalmazás eredetét és a szerzői jogokat jelzi, nem szolgál a cikkben szereplő információk forrásmegjelöléseként.